# Великосорочинська сільська рада
Великосорочинська сільська рада — колишній орган місцевого самоврядування у Миргородському районі Полтавської області з центром у c. Великі Сорочинці.

## Населені пункти
Сільраді були підпорядковані населені пункти:
- c. Великі Сорочинці